# Sangaria
Sangaria (サンガリア), oficialment Japan Sangaria Beverage (日本サンガリア ベバレッジカンパニー, Nippon Sangaria Bebarejji Kanpanii) és una empresa japonesa de begudes lleugeres i refrescs. La seu de la companyia es troba al districte de Higashisumiyoshi, a Osaka. La companyia té el seu principal mercat a la regió de Kansai i, en concret, a la prefectura d'Osaka, sent la seua presència a l'est pràcticament nula.

## Productes
Sangaria se centra principalment en el mercat de les begudes refrescants i carbonatades, com la llimonada, les begudes energètiques i isotòniques o els sucedanis de beguda de cola, així com una extensa sèrie de vegudes de te, matcha i cafè. Sangaria també produeix la famosa beguda ramune, una gasosa famosa per la peculiar forma de l'ampolla i molt comú als festivals d'estiu japonesos o matsuris. Alguns dels productes de la companyia són els següents:
- Matxa
- Guenmaitxa
- Oolongcha
- Cafè amb llet
- Ramune
- Royal Mik Tea
- Los Angeles Cola